# Los estranguladores de la colina
El estrangulador de la colina, más tarde los estranguladores de la colina, es el epíteto dado por los medios de comunicación a uno, más tarde dos asesinos en serie estadounidenses que aterrorizaron Los Ángeles entre octubre de 1977 y febrero de 1978, con los apodos originados en el hecho de que muchos de los cuerpos de las víctimas fueron descubiertos en las colinas que rodean el gran Los Ángeles. La policía, aun así, supo debido a las posiciones de los cuerpos que dos individuos mataban juntos, pero ocultó esta información a la prensa. Al final se descubrió que los individuos eran los primos Kenneth Bianchi y Angelo Buono Jr., más tarde condenados por el secuestro, violación, tortura y asesinato de diez mujeres con una edad de 12 a 28 años.
Los asesinatos comenzaron con las muertes de tres prostitutas que fueron encontradas estranguladas y arrojadas desnudas en las laderas al nordeste de Los Ángeles entre octubre y noviembre de 1977. En la década de crisis económica de los 1970, con un gran aumento de la delincuencia en las grandes ciudades norteamericanas y la generalización del consumo de drogas entre los jóvenes marginales, las noticias apenas merecieron un breve artículo en la sección de sucesos de la prensa local, pero cuando le siguieron las muertes de cinco chicas comunes, dos de ellas niñas menores de 15 años, que habían sido secuestradas de barrios de clase media, atrajo la atención de prensa, radio y televisión extendiendo el miedo entre los angelinos ante el denominado "estrangulador de la colina". Hubo dos muertes más en diciembre y febrero antes de que los asesinatos cesaran repentinamente; una extensa investigación resultó infructuosa hasta el arresto de Bianchi en enero de 1979 por el asesinato de dos mujeres jóvenes en el Estado de Washington y su subsiguiente vinculación con el caso. Lo siguió el juicio más caro en la historia de California, donde Bianchi y Buono finalmente fueron encontrados culpables de estos crímenes y sentenciados a cadena perpetua.

## De fondo

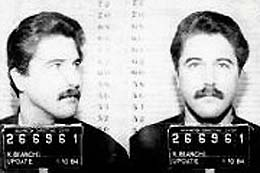
Kenneth Bianchi foto policial de su arresto en 1979.

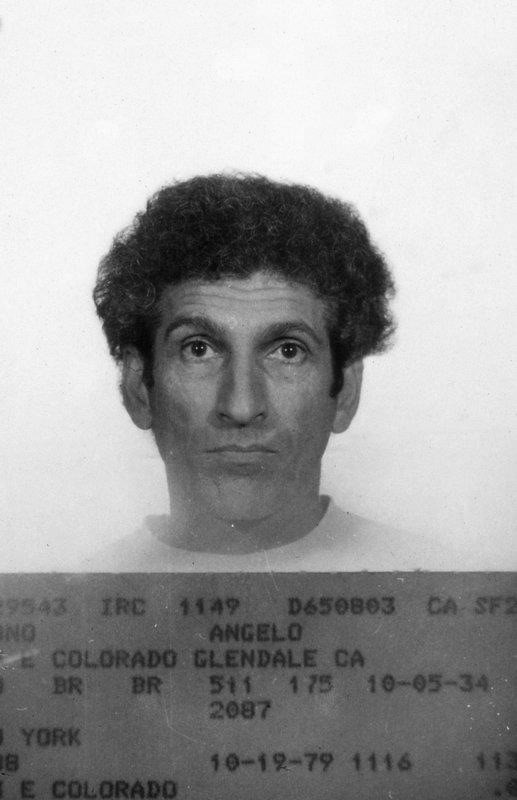
Foto policial de Angelo Buono.

En enero de 1976, Kenneth Bianchi dejó Rochester, Nueva York y se mudó a Los Ángeles, California para vivir con su primo, Angelo Buono Jr.. Buono proporcionó un ejemplo a seguir fuerte para el dócil Bianchi, y, cuando Bianchi anduvo corto de dinero, Buono tuvo la idea de conseguir algunas chicas para trabajar para ellos como prostitutas. Dos adolescentes fugadas de casa, Sabra Hannan y Becky Spears, conocieron a Bianchi y Buono y, una vez bajo su control, las forzaron a prostituirse, golpeándolas y violándolas si se negaban. Finalmente, Spears conoció al abogado David Wood, que se horrorizó de su situación y le arregló para que huyera de la ciudad. Animada por la huida de Spears, Hannan también escapó de Bianchi y Buono poco más tarde. Con sus ingresos por proxenetismo desaparecidos, tenían que encontrar otras chicas. Haciéndose pasar por agentes policiales, consiguieron a otra joven que encerraron en el dormitorio de la chica anterior. También compraron de una prostituta llamada Deborah Noble una lista "de trucos" con nombres de hombres que frecuentaban prostitutas. Deborah y su amiga, Yolanda Washington, entregaron la lista a Buono en octubre de 1977.

## Asesinatos

### Yolanda Washington
Yolanda, una prostituta afroamericana de 20 años, le había mencionado a Buono que ella siempre trabajaba en cierto tramo de Sunset Boulevard. Cuando Bianchi y Buono descubrieron que Deborah los había engañado con la lista, decidieron volcar su ira sobre Yolanda. Su cuerpo desnudo fue encontrado el 18 de octubre de 1977, en una ladera cerca de la Autopista Ventura, y el detective Frank Salerno del departamento del sheriff de Los Ángeles se presentó en la escena (quién más tarde atraparía al asesino en serie conocido como "acosador nocturno", "night stalker" en inglés). Se determinó que el cadáver había sido lavado antes de ser arrojado; pero aún había marcas visibles alrededor del cuello, muñecas, y tobillos donde una cuerda había sido utilizada; y la víctima había sido violada. No se le dio excesiva importancia, pensando en un ajuste de cuentas o un cliente furioso.

### Judy Miller
El 1 de noviembre de 1977, la policía se personó en Terrace Drive en La Crescenta, un barrio a 12 millas al norte del centro de Los Ángeles, donde el cuerpo de una chica adolescente había sido encontrado desnudo, boca arriba en un parque de esa área residencial de clase media. Un vecino la había cubierto con una lona a primeras horas de la mañana para evitar que los niños del barrio la vieran de camino a la escuela. Las marcas de ligaduras en cuello, muñecas y tobillos, indicaron de nuevo a la policía que había sido atada y estrangulada; y el cuerpo también había sido arrojado, indicando que había sido asesinada en otro lugar; El detective Salerno también encontró un trozo de pelusa clara en un párpado que envió a los expertos forenses. El informe forense indicó que había sido violada y sodomizada. La chica, descrita como "pequeña y delgada, pesando aproximadamente 90 libras y aparentando aproximadamente 16 años", fue finalmente identificada como Judith Lynn Miller, de 15 años, una anterior estudiante de la Hollywood High School, escapada de casa y prostituta ocasional. Judith fue vista viva por última vez el 31 de octubre de 1977 después de salir de un restaurante de fish and chips, hablando con un hombre que conducía un sedán grande en dos tonos en Sunset Boulevard, junto a Carneys Express Limited. Los asesinos le habían dicho que eran agentes de policía camuflados, y la llevaron a la tienda de tapicerías de Buono (de ahí la pelusa) en Colorado Boulevard en Glendale, donde la asesinaron.

### Lissa Kastin
Cinco días más tarde, el 6 de noviembre de 1977, el cuerpo desnudo de otra mujer fue descubierto cerca de los campos de golf del Chevy Chase Country Club, en Glendale. Como Miller, mostraba fuertes marcas de ligaduras en cuello, muñecas y tobillos, estrangulamiento y había sido brutalmente violada, pero no sodomizada. La mujer fue identificada como una camarera de veintiún años llamada Elissa Teresa "Lissa" Kastin, que fue vista por última vez dejando el restaurante donde trabajaba la noche anterior al descubrimiento de su cuerpo. Kastin era también bailarina profesional en el grupo L.A. Knockers y a diferencia de las dos víctimas anteriores no era prostituta, drogadicta o fugitiva. Los asesinos habían seguido a Kastin después de verla conduciendo de regreso a casa, la abordaron al apearse en la calle donde vivía, le presentaron una placa policial falsa y le dijeron que eran detectives. Entonces la esposaron y le dijeron que tenían que llevársela para interrogarla.

### Asesinato abortado de Catharine Lorre Baker
En algún momento a principios de noviembre de 1977, los dos hombres se acercaron a Catharine Lorre Baker de 24 años, la hija única del actor Peter Lorre — famoso por su papel de asesino en serie en el clásico de Fritz Lang M, el vampiro de Dusseldorf —. Sin embargo, cuando encontraron una foto de ella bebé en brazos de su padre y Humphrey Bogart en la cartera que les entregó cuando le pidieron la identificación, durante su farsa de ser policías, la dejaron ir porque matar a la hija de un famoso atraería demasiado la atención. No se dio cuenta hasta que los vio en las noticias de su arresto y los recordó mostrándole supuestas placas de la policía de Los Ángeles.

### Dolly Cepeda y Sonja Johnson
El domingo 13 de noviembre de 1977, Dolores Ann "Dolly" Cepeda de 12 años y su amiga de 14 años Sonja Marie Johnson, subieron al autobús delante de la Eagle Rock Place para ir de compras. La última vez que fueron vistas bajaron en la intersección de York Boulevard y Avenue 46 y se acercaron a un sedán grande de dos tonos que al parecer tenía dos ocupantes porque hablaban con alguien en el lado del copiloto. Declararon después que les dijeron que había un ladrón peligroso en la zona y era mejor que ellos, policías de paisano, las llevaran a casa. Los dos cadáveres fueron encontrados por un niño de nueve años que jugaba a la caza del tesoro en un basurero en una ladera cerca del Dodger Stadium, el 20 de noviembre de 1977. Ambos cadáveres estaban en proceso de descomposición, pero se pudo determinar que habían sido estranguladas y violadas.

### Kristina Weckler
Antes, el mismo día 20 de noviembre de 1977, unos excursionistas encontraron el cuerpo desnudo de la joven de 20 años Kristina Weckler, una tranquila estudiante con honores en la Art Center College of Design considerada por el detective Bob Grogan del Departamento de Policía de Los Ángeles como una "joven amorosa y seria que debería haber tenido un futuro brillante por delante", en una ladera entre Glendale e Eagle Rock. Cuando Grogan se acercó, observó evidentes marcas de ligaduras en muñecas, tobillos y cuello, y cuando le dio la vuelta, apreció moratones en sus pechos y comenzó una hemorragia rectal. A diferencia de las primeras tres víctimas sin embargo, había dos punciones en el brazo, pero ninguna otra señal que indicara una adicción. La autopsia reveló que a Weckler la habían matado inyectándole Windex, un popular detergente limpiacristales.

### Jane King
El 23 de noviembre de 1977, el cuerpo descompuesto de Evelyn Jane King, una actriz y prostituta ocasional de 28 años que había desaparecido alrededor del 9 de noviembre, fue encontrado cerca de la salida en Los Feliz de la Interestatal 5 en California. El avanzado estado de descomposición impidió en principio determinar si había sido violada o torturada, pero había sido estrangulada como las otras. Durante el juicio se presentaron algunas fotos que los asesinos sacaron a algunas de sus víctimas, con una especialmente horrible que mostraba que a King la mataron empalándola vaginalmente con una escoba.
La policía estaba sorprendida por el rápido número de víctimas en poco tiempo y el creciente sadismo empleado. En respuesta las autoridades crearon un grupo — inicialmente compuesto por 30 agentes del LAPD, el departamento del Sheriff y el Departamento de Policía de Glendale — para atrapar al ya bautizado como "Estrangulador de la colina".

### Lauren Wagner
El 29 de noviembre de 1977, la policía encontró el cuerpo de la joven de 18 años Lauren Rae Wagner, una estudiante de empresariales que vivía con sus padres en el Valle de San Fernando, en las colinas alrededor de Glendale Mount Washington. Tenía las habituales marcas de ataduras en cuello, tobillos y muñecas; pero también marcas de quemaduras eléctricas en las manos que indicaban que había sido torturada. Los padres de Lauren se habían acostado esperando que regresara a casa como siempre antes de medianoche, pero por la mañana temprano cuando encontraron su automóvil aparcado al otro lado de la calle con la puerta entreabierta, su padre preguntó a los vecinos. Encontró que la mujer que vivía en la casa ante la que el coche de Lauren había sido aparcado había sido testigo de su secuestro. La mujer declaró que vio a dos hombres: uno era alto y joven; el otro más mayor y bajo de cabello corto y espeso. También dijo que escuchó a Wagner gritar, "No te saldrás con la tuya!", durante una especie de discusión.

### Kimberly Martin
El 14 de diciembre de 1977, el cuerpo de la prostituta de 17 años Kimberly Diane Martin, desnudo y mostrando señales de tortura, fue encontrado en un solar abandonado cerca del Ayuntamiento de Los Ángeles. Martin se había unido a un servicio de prostitución por teléfono porque temía hacer la calle con el estrangulador suelto, pero, desafortunadamente, los asesinos llamaron a su agencia desde el teléfono público del vestíbulo de la Biblioteca Pública de Hollywood y ella fue la chica de compañía enviada. Cuando la policía investigó el apartamento al que había ido, lo encontraron vacío y desvalijado.

### Cindy Hudspeth
La última víctima fue descubierta en Los Ángeles el 17 de febrero de 1978, cuando un piloto de helicóptero avistó un Datsun naranja en el fondo de un barranco en la Carretera Angeles Crest. La policía encontró el cadáver de su dueña, Cindy Lee Hudspeth - una estudiante y camarera a tiempo parcial de 20 años- en el maletero. La escena parecía haber variado un poco pero el cuerpo de nuevo aparecía desnudo con marcas de ligaduras, y  había sido violada y torturada. Una vez estrangulada y metida en el maletero, el automóvil fue empujado por el acantilado.

## Investigación y juicio
En enero de 1979, después de una intensiva investigación en que se llegó a considerar que los ataques habían cesado porque los autores debían haber sido detenidos por otro delito, incapacitados o muertos en algún accidente, la policía acusó a Bianchi y Buono de los crímenes. Bianchi había sido amenazado por Buono, que temía su locuacidad, y huido a Bellingham, Washington, donde se había casado con su novia y trabajaba como guardia de seguridad. Pero fue arrestado como sospechoso de la violación y asesinato de dos universitarias a las que había atraído a la casa que vigilaba con una falsa oferta de trabajo como niñeras. La manera de cometer los crímenes y su carnet de conducir de California pusieron sobre aviso a los agentes. Bianchi Intentó alegar demencia, reclamando sufrir trastorno de identidad disociativo y que una personalidad separada de sí mismo había cometido los asesinatos. Los psicólogos del tribunal, especialmente el Dr. Martin Orne, observó a Bianchi y descubrió que fingía, por lo que Bianchi aceptó declararse culpable y atestiguar en contra de Buono a cambio de indulgencia.
Al concluir el juicio de Buono en 1983, el juez Ronald M. George, quién más tarde se convertiría en Juez presidente de la Corte Suprema de California, declaró durante la sentencia "no me sentiría nada reacio a imponer la pena de muerte en este caso si estuviera dentro de mi poder hacerlo. Irónicamente, aunque estos dos acusados utilizaron casi todas las formas de ejecución legalizada contra sus víctimas, los acusados han escapado a cualquier forma de pena capital." Bianchi está cumpliendo cadena perpetua en la Washington Estatal Penitentiary en Walla Walla. Buono murió de un ataque al corazón el 21 de septiembre de 2002, en la Calipatria State Prisión en California, donde cumplía la suya.

## Veronica Compton
En 1980, Bianchi empezó una relación con Veronica Compton. Durante su juicio, atestiguó en su defensa. Más tarde fue condenada y encarcelada por intentar estrangular a una mujer a la que había atraído a un motel en un intento de hacer creer a las autoridades que el estrangulador de la colina todavía seguía suelto y el hombre incorrecto estaba en prisión. Bianchi le había dado algo de semen clandestinamente para que pareciera una violación/ asesinato como el del estrangulador. Fue liberada en 2003.

## Medios de comunicación

### Adaptaciones en película
| Año  | Título                                  | Reparto           | Reparto              | Reparto                                                                    | Notas                                                                                     |
| Año  | Título                                  | Como Angelo Buono | Como Kenneth Bianchi | También protagonizada                                                      | Notas                                                                                     |
| ---- | --------------------------------------- | ----------------- | -------------------- | -------------------------------------------------------------------------- | ----------------------------------------------------------------------------------------- |
| 1989 | The Case of Hillside Stranglers         | Dennis Farina     | Billy Zane           | Richard Crenna como sargento de policía                                    | Rodada para televisión; basada en Two of a Kind: The Hillside Stranglers de Darcy O'Brien |
| 2001 | The Hillside Stranglers                 | Ron Gilbert       | Jeff Marchelletta    |                                                                            | Rodada para televisión; también conocida como Supersleuth                                 |
| 2004 | The Hillside Strangler                  | Nicholas Turturro | C. Thomas Howell     | Marisol Padilla Sánchez como Christina Chávez (basado en Veronica Compton) |                                                                                           |
| 2006 | Rampage: The Hillside Strangler Murders | Tomas Arana       | Clifton Collins Jr.  | Brittany Daniel como psiquiatra                                            | Directa a vídeo                                                                           |

### Televisión
Los estranguladores de la colina han sido referidos tres veces en la serie Mentes criminales. Es interesante observar que C. Thomas Howell (arriba mencionado) luego interpretó a George Foyet/The Reaper en la cuarta y quinta temporadas.